# Meluzína
Der Meluzína (deutsch Wirbelstein) ist ein 1094 m hoher Berg im mittleren Erzgebirge in Tschechien.

## Lage
Der Wirbelstein liegt drei Kilometer östlich des Klínovec nahe der Straße Boží Dar–Měděnec direkt am Kamm des Erzgebirges.

## Wege zum Gipfel
- Der Meluzína liegt unmittelbar am rot markierten Kammweg des Erzgebirges (Europäischer Fernwanderweg E3). Über eine unmarkierte Abzweigung ist der Aufstieg auf den Gipfel möglich.
- Ein guter Ausgangspunkt ist auch die Straße Boží Dar–Měděnec (Abzweig Pod Meluzínou).

## Aussicht
- Westen
  - Klínovec (Keilberg)
- Norden
  - Fichtelberg
  - Windräder bei Háj u Loučné
  - Bärenstein
  - Pöhlberg
  - Windkraftanlage bei Jöhstadt
- Osten
  - Velký Špičák (Großer Spitzberg)
  - Jelení hora (Haßberg)
  - Kupferhübel mit Měděnec (Kupferberg)
  - Braunkohle-Kraftwerk bei Kadaň (Kaaden)
- Süden
  - Egertal mit Ostrov nad Ohří (Schlackenwerth)

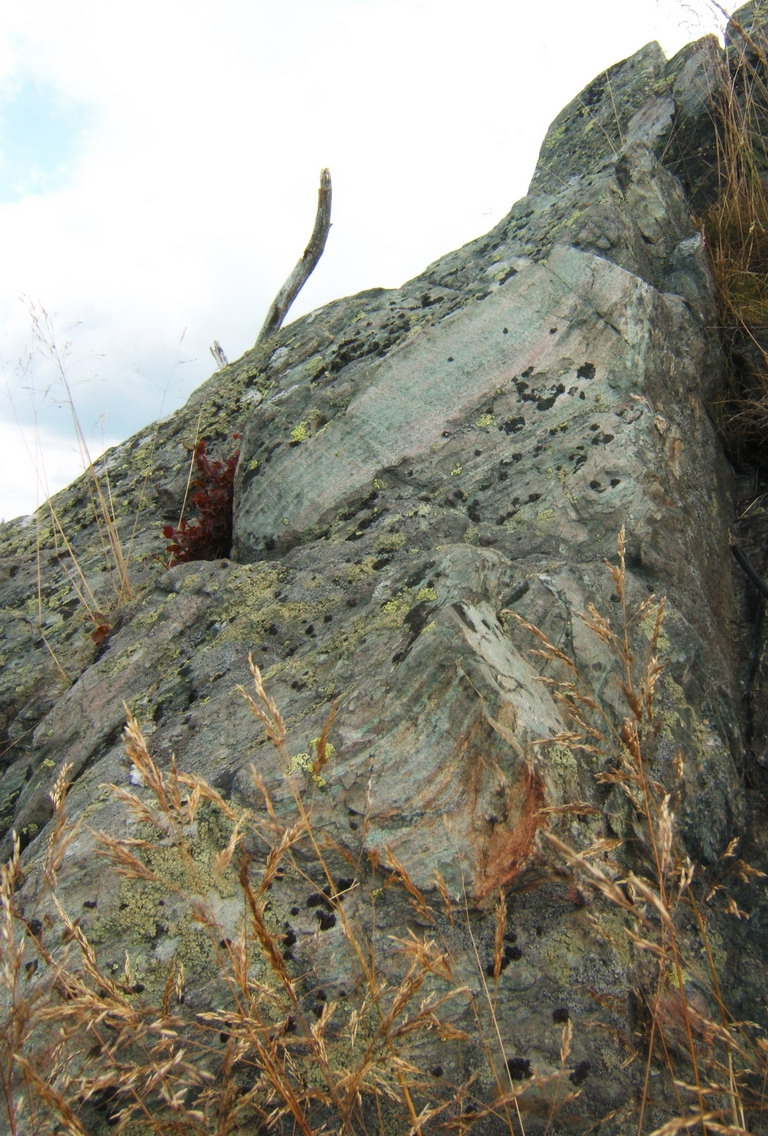
Felsen am Meluzína

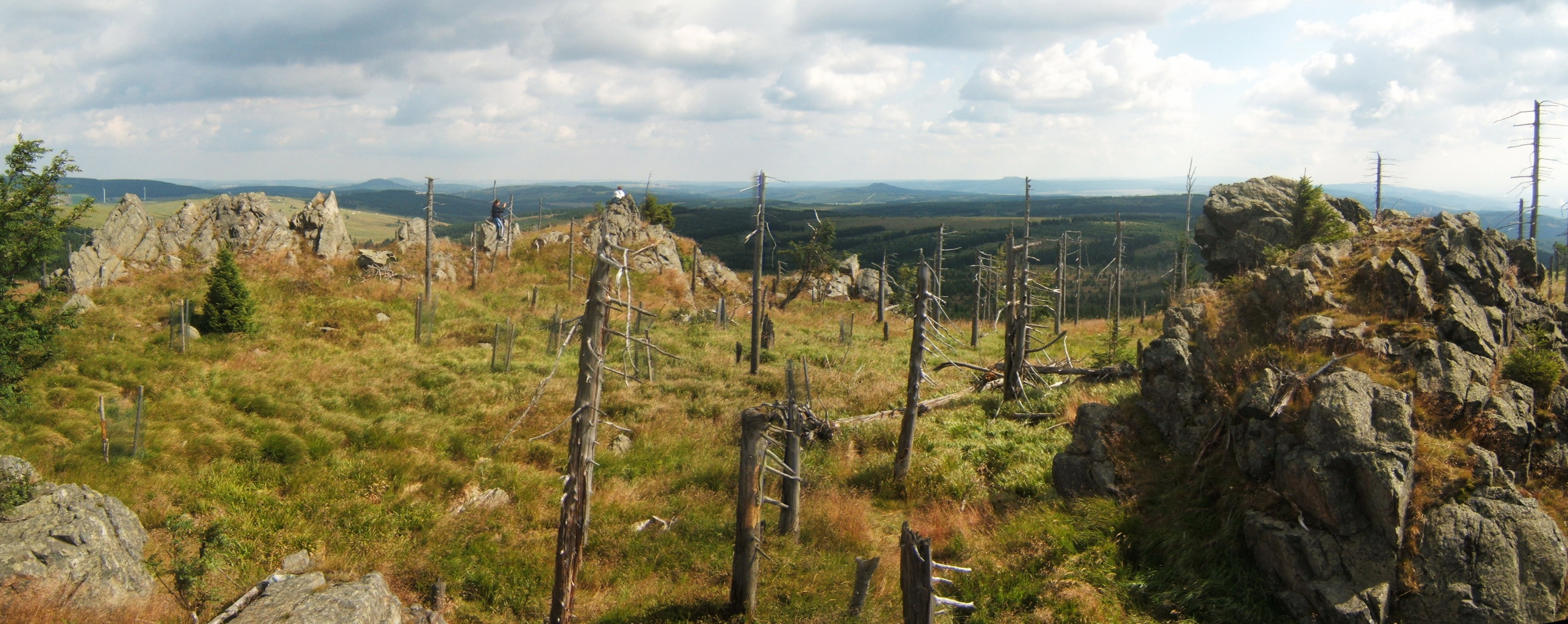
Auf dem Gipfel des Meluzína